# Siegfried Handloser
Siegfried Handloser (Costanza, 25 marzo 1885 – Monaco di Baviera, 3 luglio 1954) è stato un medico e militare tedesco, Generaloberstabsarzt a capo del servizio medico della Wehrmacht.
È stato condannato per crimini di guerra e contro l'umanità al processo ai dottori di Norimberga.

## Biografia

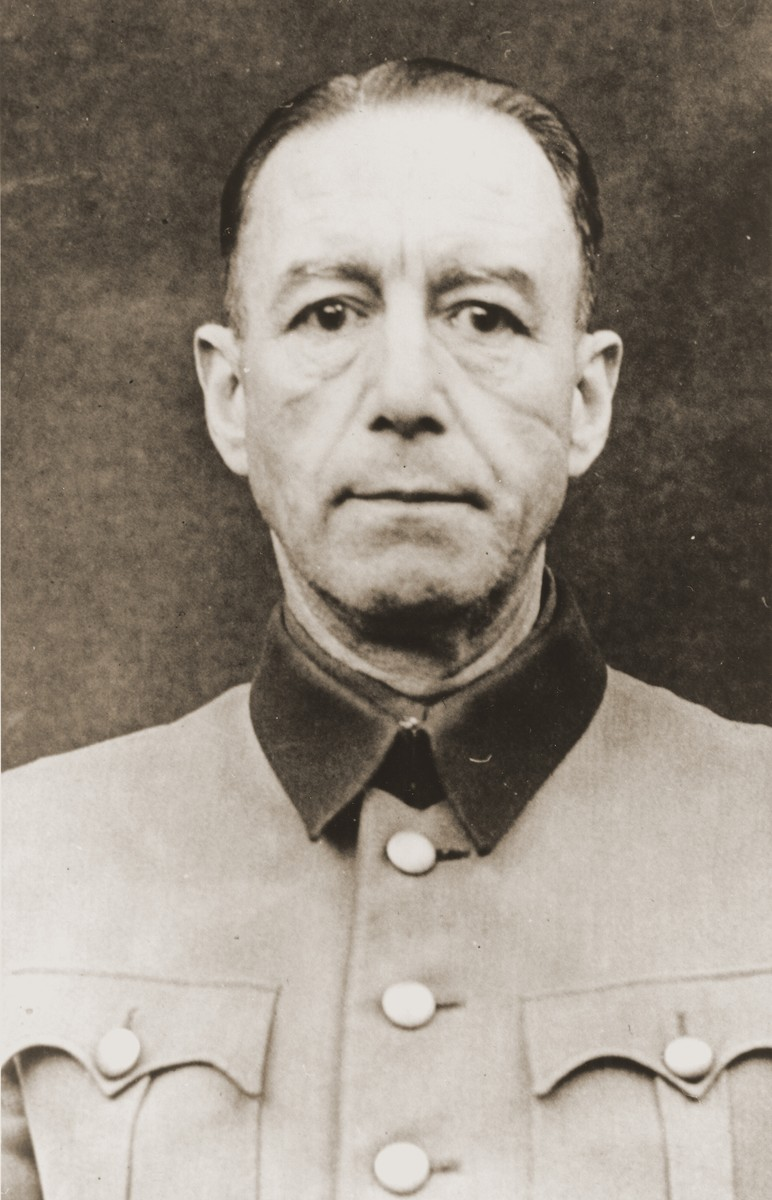
Siegfried Handloser, imputato nel processo ai medici di Norimberga (novembre 1946).

Figlio del direttore musicale Konstantin e di sua moglie Anna Maria, nel 1903 iniziò a studiare medicina presso la Kaiser Wilhelms-Akademie für das militärztliche Bildungswesen e divenne attivo nel Pépinière-Corps in Franconia. Dopo aver superato l'esame di stato in medicina nel 1910, ottenne il dottorato in medicina nel 1911.
Seguì un periodo all'ospedale universitario di Giessen e in un ospedale militare. Dal 1928 al 1932 fu consulente dell'Ispezione medica dell'esercito del Ministero della Reichswehr, poi medico di corpo e di distretto dell'esercito V a Stoccarda e medico di stato maggiore e di gruppo dell'esercito 3 a Dresda (1935-1938), prima di lavorare a Vienna presso il Comando di gruppo dell'esercito 3 (1938). Il 1º aprile 1938 fu promosso chirurgo generale.
Nel 1939 Handloser divenne professore onorario di medicina militare a Vienna e nel 1943 a Berlino. Nel 1941 fu nominato chirurgo generale e ispettore medico dell'esercito. Con il decreto del Führer del 28 luglio 1942, l'Ispettore Medico dell'Esercito fu nominato Capo del Servizio Medico della Wehrmacht presso l'Oberkommando der Wehrmacht (OKW) "mantenendo le sue precedenti funzioni". In questo modo rappresentava "la Wehrmacht in tutte le questioni relative al servizio medico comune delle unità della Wehrmacht, delle Waffen-SS e delle organizzazioni e associazioni subordinate o affiliate alla Wehrmacht nei confronti delle autorità civili e salvaguardava gli interessi della Wehrmacht nelle misure sanitarie delle autorità amministrative civili". Ciò lo rendeva il principale responsabile dell'intero sistema medico della Wehrmacht e quindi anche di tutti i crimini a scopo medico commessi nell'ambito del sistema medico della Wehrmacht, in particolare contro i prigionieri di guerra. 
Fu anche il promotore di numerose misure per la prostituzione forzata delle donne nei Paesi occupati. A Berlino progettò un sistema di controllo della prostituzione su scala europea, progetto che fu messo in pratica per la prima volta in dettaglio nella Francia occupata. Nel gennaio 1943, i suoi capisaldi furono posti per l'intera Wehrmacht. Lo studio di Insa Meinen documenta in dettaglio questa attività e la sua realizzazione da parte di Heinrich Löhe.

## Dopo il 1945
Dal 9 dicembre 1946 al 19 agosto 1947 fu imputato nel processo ai dottori di Norimberga, fu riconosciuto colpevole di crimini di guerra e crimini contro l'umanità e quindi condannato all'ergastolo.
La linea di difesa di Handloser cercò di impedire la conferma del verdetto, sostenendo che gli esperimenti umani trattati nel processo (congelamento, somministrazione di sulfamidici ed esperimenti sull'infezione da tifo) furono condotti solo nei campi di concentramento e non dai membri della Wehrmacht. Tuttavia, la sentenza fu confermata perché Handloser, in qualità di capo dei servizi medici della Wehrmacht, era responsabile non solo dei capi dei servizi medici dell'esercito, dell'aviazione e della marina, ma anche dello Reichsarzt SS e dell'ufficiale di polizia Ernst-Robert Grawitz, il che significa che l'area di supervisione di Handloser si estendeva anche a tutti gli esperimenti umani di cui erano responsabili i medici delle SS.
Il 31 gennaio 1951, l'Alto Commissario americano John J. McCloy commutò la sentenza in 20 anni di reclusione. Handloser fu poi rilasciato in anticipo dalla prigione di Landsberg per motivi di salute. Handloser morì di cancro il 3 luglio 1954 nell'ospedale universitario di Monaco.